# 3-й Вільський провулок (Житомир)
3-й Вільський провулок — провулок у Богунському районі міста Житомира. 

## Розташування
Знаходиться у північно-західній частині міста, у місцевості, відомій за неофіційною назвою Чулочка; на теренах історичних місцевостей Кокоричанка, Каракулі. Бере початок від майдану Визволення, завершується з'єднанням із 4-м Вільським провулком.

## Історія
Траса провулка сформувалася на початку XX століття. У першій половині XX століття був довшим: починався з нинішньої вулиці Перемоги. Внаслідок прокладання вулиці Транзитної та утворення розв'язки, що нині має назву майдан Визволення, провулок став коротшим.
Забудова формувалася переважно у першій половині XX століття.
Історична назва — провулок Соколовського (від прізвища домовласника Соколовського). У 1930 —1950-х рр. мав назву Шляховий (Дорожній) провулок. З 1958 року чинна назва.